# Три ниндзя
«Три ни́ндзя» (англ. 3 Ninjas) — кинофильм.

## Сюжет
Мори Танака, дедушка Джеффри, Майкла и Самюэла — первоклассный знаток восточных единоборств, и на летних каникулах обучает внуков искусству ниндзя. Но тут появляется его бывший ученик, а ныне известный преступник по имени Хьюго Снайдер, скрывающийся от закона, и предлагает начать обучение его подчинённых. Кроме того, он требует, чтобы отец мальчиков, работающий в ФБР, прекратил его преследование.

## В ролях
- Виктор Вонг — Мори Танака
- Майкл Трэнор — Сэмюел «Рокки» Дуглас
- Макс Эллиот Слэйд — Джеффри «Кольт» Дуглас
- Чад Пауэр — Майкл «Там-Там» Дуглас
- Рэнд Кингсли — Хьюго Снайдер
- Алан МакРэй — Сэм Дуглас
- Маргарита Франко — Джессика Дуглас
- Профессор Танака — Рашмор

## Критика
Стивен Холден из The New York Times сказал, что «фильм, похоже, не может решить, хочет ли он быть комедией, фэнтези или приключенческим фильмом». Фильм получил положительный отклик от Кевина Томаса из Los Angeles Times, который сказал, что «родители могут быть благодарны за то, что в этом диснеевском релизе есть не только веселье, но и смысл, поскольку боевые искусства представлены как средство защиты, а не агрессии, подчеркивая, что это вопрос разума и духа, требующий находчивости и дисциплины».